# فهرست مرگ‌ومیرها در پیست اتومبیل‌رانی ناتزیوناله مونتزا
تصادف‌های مرگباری که در پیست ناتزیوناله مونتزا در ایتالیا برای شرکت‌کنندگان در جایزه بزرگ ایتالیا، یا سایر رویدادهای ملی یا بین‌المللی ورزش‌های موتوری اتفاق افتاده‌است.

## فهرست حوادث مرگبار مرتبط با شرکت‌کنندگان
| ش. | شرکت‌کننده             | تاریخ           | مکان             | سری                                       | مسابقه                           | خودرو                  |
| -- | --------------------- | --------------- | ---------------- | ----------------------------------------- | -------------------------------- | ---------------------- |
| ۱  | جورج کان              | ۹ سپتامبر ۱۹۲۲  |                  | غیر قهرمانی                               | گراند پری ۱۹۲۲ ایتالیا           | استرو-دایملر           |
| ۲  | یوگو سیووچی           | ۸ سپتامبر ۱۹۲۳  | کوروا دل ویالونه | غیر قهرمانی                               | گراند پری ۱۹۲۳ ایتالیا           | آلفا رومئو پی۱         |
| ۳  | لوییس زبرووسکی        | ۸ اکتبر ۱۹۲۴    | کوروا دی لزمو    | ناشناخته                                  | گراند پری ۱۹۲۴ ایتالیا           | مرسدس ام۹۴/۷۲          |
| ۴  | لوئیجی گالی           | ۱۱ سپتامبر ۱۹۲۶ |                  |                                           | گراند پری ۱۹۲۶ ملت‌ها             | گارلی ۲۵۰سی‌سی          |
| ۵  | پوتیتو فرانچوسا       | ۲۶ ژوئن ۱۹۲۷    | کوروا دی لزمو    | جایزه بزرگ ۱۹۲۷ مونتزا                    | مسابقه کوپا پریمی پاسی ۱۹۲۷      | لانچیا لامبادا         |
| ۶  | امیلیو ماتراسی        | ۹ سپتامبر ۱۹۲۸  | رتیفیلو تریبون   | غیر قهرمانی                               | گراند پری ۱۹۲۸ ایتالیا           | لانچیا لامبادا         |
| ۷  | لوئیجی آرکانجلی       | ۲۳ مهٔ ۱۹۳۱      | کوروا دل ویالونه | غیر قهرمانی                               | گراند پری ۱۹۳۱ ایتالیا           | آلفا رومئو ۱۲سی        |
| ۸  | باکونین بورزاچینی     | ۱۰ مهٔ ۱۹۳۳      | پیست سوپراالواتو | گراند پری ۱۹۳۳ ایتالیا                    | رده‌بندی                          | مازراتی ۸سی            |
| ۹  | جوزپه کامپاری         | ۱۰ مهٔ ۱۹۳۳      | پیست سوپراالواتو | گراند پری ۱۹۳۳ ایتالیا                    | رده‌بندی                          | آلفا رومئو پی۳         |
| ۱۰ | استاینسلاف چایکوفسکی  | ۱۰ مهٔ ۱۹۳۳      | پیست سوپراالواتو | گراند پری ۱۹۳۳ ایتالیا                    | رده‌بندی                          | بوگاتی تی۵۴            |
| ۱۱ | ایگنازیو داریس فوساتی | ۴ اکتبر ۱۹۳۶    |                  |                                           | رکوردگیری سرعت                   | مازرات تیپو ۴ سی‌اس     |
| ۱۲ | آلدو ماراتزا          | ۱۱ سپتامبر ۱۹۳۸ | کوروا دی لزمو    | گراند پری ۱۹۳۸ ایتالیا                    | گرن پرمیو میلانو                 | مازراتی ۶سی‌ام          |
| ۱۳ | جیووانی مورتی         | ۲۴ اکتبر ۱۹۴۸   | کوروا در لزمو    |                                           | گرن پرمیو داتونو ۱۹۴۸            | موتو گاتزی             |
| ۱۴ | راپرت هولاوس          | ۱۱ سپتامبر ۱۹۵۴ | کوروا دی لزمو    | مسابقه جایزه بزرگ موتورسواری ۱۹۵۴         | جایزه بزرگ ۱۹۵۴ ملت‌ها            | ان‌اس‌یو ۱۲۵سی‌سی         |
| ۱۵ | رون سیرلز             | ۱۴ اکتبر ۱۹۵۷   | پیست سوپراالواتو |                                           | اقدام به ثبت رکورد               | کوپر باب‌تیل ام‌کا ۲     |
| ۱۶ | نینو کریولاری         | ۲۸ ژوئن ۱۹۵۹    | کوروا دل ویالونه | مسابقه کمپیاناتو ایتالیانو آلیوی ۱۹۵۹     | کاپا جونیور ۱۹۵۹                 | استانگلینی - فیات      |
| ۱۷ | آلفردو تیناتزو        | ۲۸ ژوئن ۱۹۵۹    | کوروا دل ویالونه | مسابقه کمپیاناتو ایتالیانو آلیوی ۱۹۵۹     | کاپا جونیور ۱۹۵۹                 | دسانکتیس–فیات          |
| ۱۸ | آدولفو کووی           | ۶ سپتامبر ۱۹۵۹  | کوروا دل ویالونه | مسابقه جایزه بزرگ موتورسواری ۱۹۵۹         | جایزه بزرگ ۱۹۵۹ ملت‌ها            | نورتون ۵۰۰سی‌سی         |
| ۱۹ | گلیچریو باربولینی     | ۷ مهٔ ۱۹۶۱       | رتیفیلو تریبون   |                                           | کاپا اسکاری ۱۹۶۱                 | لانچیا اپیا زاگاتو     |
| ۲۰ | فرانکو تیری           | ۳ سپتامبر ۱۹۶۱  | کوروا دی لزمو    | مسابقه جایزه بزرگ موتورسواری ۱۹۶۱         | جایزه بزرگ ۱۹۶۱ ملت‌ها            | دوکاتی ۱۲۵سی‌سی         |
| ۲۱ | ولفگانگ فون تریپس     | ۱۰ سپتامبر ۱۹۶۱ | کوروا پارابولیکا | مسابقات فرمول یک فصل ۱۹۶۱                 | جایزه بزرگ ایتالیا ۱۹۶۱          | فراری داینو ۱۵۶        |
| ۲۲ | مارسلو دلوکا          | ۱۶ سپتامبر ۱۹۶۲ | کوروا پارابولیکا | مسابقات قهرمانی فرمول جونیور ۱۹۶۲ ایتالیا | کاپا جونیور مونتزا ۱۹۶۲          | داگرادا - لانچیا       |
| ۲۳ | نوربرتو باگنالاستا    | ۲۸ ژوئن ۱۹۶۴    | رتیفیلو تریبون   | مسابقات قهرمانی اف۳ ایتالیا ۱۹۶۴          | گرن پرمیو دلا لاتریا ۱۹۶۴        | لوتوس ۲۰               |
| ۲۴ | تامی اسپایچیگر        | ۲۵ آوریل ۱۹۶۵   | کوروا پاربولیکا  | مسابقات قهرمانی سازندگان ۱۹۶۵             | مسابقه ۱۰۰۰ کیلومتری مونتزا ۱۹۶۵ | فراری ۳۶۵ پی۲          |
| ۲۵ | روبرتو پارودی         | ۳ اکتبر ۱۹۶۵    | کوروا پارابولیکا |                                           | کاپا لئوپولدو کاری ۱۹۶۵          |                        |
| ۲۶ | آتیلیو زوپینی         | ۱۳ مارس ۱۹۶۵    | کوروا دی لزمو    |                                           | کاپا فیسا ۱۹۶۶                   | فیات آبارت ۸۵۰ تی‌سی    |
| ۲۷ | بولی پیتارد           | ۱۰ ژوئن ۱۹۶۷    | رتیفیلو تریبون   | مسابقات قهرمانی اف۳ ایتالیا ۱۹۶۷          | جام پیست مونتزا ۱۹۶۷             | لولا تی۶۰ - فورد       |
| ۲۸ | جوهن رایندت           | ۵ سپتامبر ۱۹۷۰  | کوروا پارابولیکا | مسابقات فرمول یک فصل ۱۹۷۰                 | جایزه بزرگ ایتالیا ۱۹۷۰          | لوتوس-فورد ۷۲          |
| ۲۹ | آشیل روسی             | ۱۲ ژوئن ۱۹۷۱    | کوروا پارابولیکا |                                           | جایزه بپی کولیکر ۱۹۷۱            | کاوازاکی ۵۰۰سی‌سی       |
| ۳۰ | دیوید بارتراپ         | ۱۶ فوریه ۱۹۷۳   | کوروا پارابولیکا | مسابقه ۲۴۰ ساعته مونتزا ۱۹۷۳              | اقدام به ثبت رکورد               | فورد اسکورت            |
| ۳۱ | رنزو پاسولینی         | ۲۰ مه ۱۹۷۳      | کوروا گرانده     | مسابقه جایزه بزرگ موتورسواری ۱۹۷۳         | جایزه بزرگ ۱۹۷۳ ملت‌ها            | هارلی دیویدسون ۲۵۰سی‌سی |
| ۳۲ | یارنو سارینن          | ۲۰ مه ۱۹۷۳      | کوروا گرانده     | مسابقه جایزه بزرگ موتورسواری ۱۹۷۳         | جایزه بزرگ ۱۹۷۳ ملت‌ها            | یاماها ۲۵۰سی‌سی         |
| ۳۳ | رنزو کلومبینی         | ۸ ژوئیه ۱۹۷۳    | کوروا گرانده     | مسابقه جوانان ایتالیا ۱۹۷۳                |                                  |                        |
| ۳۴ | رناتو گالتروچو        | ۸ ژوئیه ۱۹۷۳    | کوروا گرانده     | مسابقه جوانان ایتالیا ۱۹۷۳                |                                  | سوزوکی ۳۸۰سی‌سی         |
| ۳۵ | کارلو چیونیو          | ۸ ژوئیه ۱۹۷۳    | کوروا گرانده     | مسابقه جوانان ایتالیا ۱۹۷۳                |                                  | هوندا ۵۰۰سی‌سی          |
| ۳۶ | سیلویو موزر           | ۲۵ آوریل ۱۹۷۴   | کوروا اسکاری     | مسابقه قهرمانی سازندگان ۱۹۷۴              | مسابقه ۱۰۰۰ کیلومتری مونتزا ۱۹۷۴ | لولا تی۲۹۴             |
| ۳۷ | رونی پیترسون          | ۱۰ سپتامبر ۱۹۷۸ | رتیفیلو تریبون   | مسابقات فرمول یک فصل ۱۹۷۸                 | جایزه بزرگ ایتالیا ۱۹۷۸          | لوتوس ۷۸ - کازوورث     |
| ۳۸ | مارو سکولی            | ۲۴ مه ۱۹۸۷      | کوروا دی لزمو    | گرن پرمیو دله ناتزیونی ۱۹۸۷               | سوپرجام یاماها ۱۹۸۷              | یاماها اف‌زد ۴۰۰سی‌سی    |
| ۳۹ | ویلمر مارسیگلی        | ۲ اوت ۱۹۹۱      | رتیفیلو تریبون   | مسابقات قهرمانی موتورسواری ایتالیا ۱۹۹۱   | جام ۲۵۰ ایتالیا                  | آپریلیا ۲۵۰سی‌سی        |
| ۴۰ | دومنیکو سیریتو        | ۱۵ ژوئن ۱۹۹۲    |                  | سری تروفئو ۱۹۹۲                           | تمرین                            | سوزوکی                 |
| ۴۱ | مایکل پاکوای          | ۷ مه ۱۹۹۸       | رتیفیلو تریبون   | مسابقات قهرمانی سوپربایک مونتزا راند ۱۹۹۸ | مسابقات جهانی سوپراسپورت ۱۹۹۸    | هوندا سی‌بی‌آر ۶۰۰سی‌سی   |
| ۴۲ | مارکو برنلی           | ۸ آوریل ۱۹۹۹    | کوروا گرانده     | مسابقه قهرمانی مطلق ایتالیا ۱۹۹۹          | مسابقه سوپراسپورت                | دوکاتی ۶۰۰سی‌سی         |

## تصادف‌های مرگبار در آزمون‌های غیررسمی
| ش. | شرکت‌کننده         | تاریخ        | مکان             | ورودی                 | رویداد       | خودرو                        |
| -- | ----------------- | ------------ | ---------------- | --------------------- | ------------ | ---------------------------- |
| ۱  | انریکو جایکونه    | ۲۶ اوت ۱۹۲۳  |                  |                       | آزمایش خصوصی | فیات                         |
| ۲  | رادولف هیدل       | ۴ فوریه ۱۹۳۶ |                  | اتو یونیون آگ         | آزمایش خصوصی | اتو یونیون تیپ سی            |
| ۳  | امیلیو ویلورسی    | ۲۰ ژوئن ۱۹۳۹ |                  |                       | آزمایش خصوصی | آلفا رومئو ۱۵۸ آلفتا         |
| ۴  | رنزو کانتونی      | ۱۹۳۹         |                  |                       | آزمایش خصوصی |                              |
| ۵  | لوئیجی آلبرتی     | ۲۸ ژوئن ۱۹۵۹ | کوروا گرانده     | موتو گاتزی اس‌پی‌ای     | آزمایش خصوصی | موتو گاتزی داندولینو ۵۰۰سی‌سی |
| ۶  | آلبرتو اسکاری     | ۲۶ مه ۱۹۵۵   | کوروا دل ویالونه |                       | آزمایش خصوصی | فراری ۷۵۰اس مونتزا           |
| ۷  | جیانی دگلی آنتونی | ۷ اوت ۱۹۵۶   | کوروا دی لزمو    |                       | آزمایش خصوصی | دوکاتی دزمو ۱۲۵سی‌سی          |
| ۸  | فیل گرین          | ۵ مه ۱۹۵۹    | کوروا دی لزمو    |                       | آزمایش خصوصی | ام‌جی اسپایدر                 |
| ۹  | برونو دیزرتی      | ۲۵ مه ۱۹۶۵   | کوروا گرانده     | اسکودریا فراری اس‌پی‌ای | آزمایش خصوصی | فراری ۳۳۰پی۳                 |
| ۱۰ | دیوید گالیری      | مهٔ ۱۹۹۸      | رتیفیلو تریبون   |                       | آزمایش خصوصی | بیموتا وای‌بی۹ اس‌آر ۶۰۰سی‌سی   |

## حوادث مرگبار مرتبط با مقامات مسابقه
| ش. | نام               | تاریخ           | مکان               | سری                       | مسابقه                  | شغل            |
| -- | ----------------- | --------------- | ------------------ | ------------------------- | ----------------------- | -------------- |
| ۱  | پائولو گیسلیمبرتی | ۱۰ سپتامبر ۲۰۰۰ | واریانته دلا روجیا | مسابقات فرمول یک فصل ۲۰۰۰ | جایزه بزرگ ایتالیا ۲۰۰۰ | مارشال آتشنشان |

## حوادث مرگبار مرتبط با تماشاگران
| تعداد تلفات | راننده            | تاریخ           | مکان             | سری                       | مسابقه                  |
| ----------- | ----------------- | --------------- | ---------------- | ------------------------- | ----------------------- |
| ۲۰          | امیلیو ماتراسی    | ۹ سپتامبر ۱۹۲۸  | رتیفیلو تریبون   |                           | گراند پری ۱۹۲۸ ایتالیا  |
| ۱۵          | ولفگانگ فون تریپس | ۱۰ سپتامبر ۱۹۶۱ | کوروا پارابولیکا | مسابقات فرمول یک فصل ۱۹۶۱ | جایزه بزرگ ایتالیا ۱۹۶۱ |